# Altes Kurhaus (Pullach)

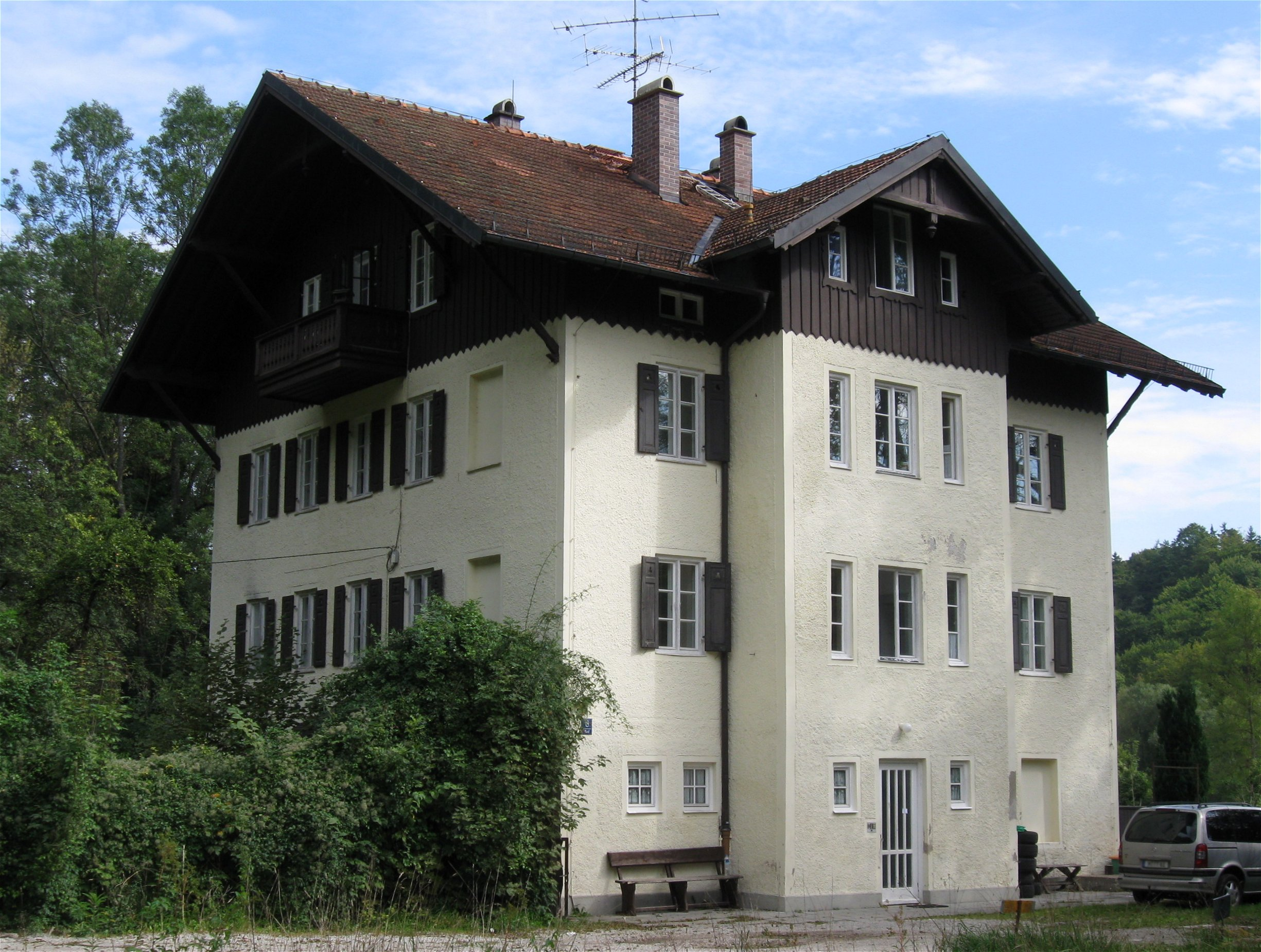
Altes Kurhaus 2010

Das Alte Kurhaus in Pullach bei München ist eine ehemalige Kneipp-Kuranstalt. Das Gebäude stand bis 2012 unter Denkmalschutz (Denkmalnummer: D-1-84-139-1).

## Geschichte
Im Jahr 1892 ging das Kurbad unterhalb der Gemeinde Pullach, am Isarufer gelegen, in Betrieb. Im Jahr 1899 wurde bei einem Hochwasser das Gelände überflutet. Als gleichzeitig der Bau des Isarkanals begann, verlor die Anlage des Kurbades ihre exponierte Lage. Auch durch frisch zugeführtes Kapital konnte sich die Gesellschaft nicht mehr erholen und ging 1904 in Konkurs. Das Gelände mit den Gebäuden wurde von den Isarwerken aufgekauft. Die Isarwerke bauten das Gebäude um und nutzten es als Wohngebäude für ihre Mitarbeiter. 2012 wurde bei einer Sanierung die Fassade des denkmalgeschützten Gebäudes stark beschädigt. In der Folge entzog das Bayerische Landesamt für Denkmalpflege dem Gebäude im Oktober 2012 den Denkmalstatus.